# Sumampir (Purwokerto Utara)
Sumampir is een bestuurslaag in het regentschap Banyumas van de provincie Midden-Java, Indonesië. Sumampir telt 10.438 inwoners (volkstelling 2010).